# تجرك (مقاطعة فامنين)
تجرك (بالفارسية: تجرک) هي قرية تقع في قسم بيشخور الريفي (مقاطعة فامنين) في إيران. يقدر عدد سكانها بـ 307 نسمة بحسب إحصاء 2016.